# Das letzte Land
Das letzte Land ist ein deutscher Science-Fiction-Film aus dem Jahr 2019. Der Film erschien in den deutschen Kinos erst am 5. August 2021.

## Handlung
Adem ist aus einer Gefängniskolonie entflohen und stößt auf ein altes Raumschiff, in dem er sich versteckt. Novak hat den Auftrag, den Entflohenen zu fassen und findet ihn in dem verlassenen Raumschiff, das er für ein Wrack hält. Als Adem ihm erklärt, dass das Schiff flugtauglich sei, entscheidet Novak sich, mit ihm zusammen das Raumschiff startklar zu machen, um so den wüstenhaften Planeten für immer zu verlassen.
Adem durchforstet die Logbücher des Schiffes und findet Raumanzüge der verschollenen Crew. Da er auch den Überrest von etwas, was er für eine Pflanze hält, findet, und in den Logbüchern Bezüge auf ein namentlich nicht genanntes Zuhause der Raumfahrer zu finden sind, geht Adem davon aus, dass das Schiff wohl ursprünglich von der Erde gekommen ist.
Novak, für den die Erde jedoch nichts als eine Kindergeschichte über einen angeblichen Herkunftsort der Menschen darstellt, hat ein anderes Ziel: Er will einem mysteriösen Funksignal folgen und das Schiff auf einem gelben Gasplaneten, den er als Quelle davon ausgemacht hat, landen.
Adem versucht vergeblich, Novak von seinem Vorhaben abzubringen, nachdem er in den Logbüchern las, dass das Funksignal die Besatzung wahnsinnig hat werden lassen, deshalb sind auch alle Lautsprecher an Bord zerstört worden. Novak ist jedoch entschlossen, seinen Plan umzusetzen, und ignoriert alle Hinweise von Adem. Eine Kassette, die Adem in einem Versteck gefunden hat, und die beweisen könnte, dass die Raumfahrer tatsächlich von der Erde stammen, zerstört er jedoch, bevor Adem sie abspielen kann. Anschließend steuert er das Raumschiff geradewegs in einen Krater auf dem Planeten; er folgt weiterhin dem Funksignal, in den Tunnel, der in einer Sackgasse endet. Novak legt seinen Raumanzug an und will das Schiff verlassen. Adem versucht weiterhin, ihn umzustimmen und den Planeten wieder zu verlassen, aber Novak ist besessen davon, die Quelle des Signals zu finden. Als er sich am Ziel wähnt, stößt er auf seltsame leuchtende Artefakte und wird von offenbar giftigen Gasen umgeben, die auch in seinen Helm eindringen. Halb wahnsinnig nimmt er den Helm ab und ist offenbar nicht mehr imstande, zum Schiff zurückzukehren.
Unterdessen prüft Adem zwei Ziffernfolgen: Die eine steht auf einem Zettel, die andere auf der Rückseite eines vergilbten Fotos, das schemenhaft die Umrisse einer Frau zeigt. Er entscheidet sich für das Foto und gibt den entsprechenden Kurs in den Bordcomputer ein. Das Raumschiff verlässt den goldgelben Planeten und steuert mit dem neuen Kurs in Richtung Erde – das von Adem vermutete Ziel.

## Kritik
„Barion und seinem kleinen Team ist faszinierendes audiovisuelles Kino gelungen, das mit der depressiven Seite der ‚Major Tom‘-Romantik gekonnt zu spielen weiß, das Genre zwar nicht neu erfindet, ihm aber einen prägnanten Stempel aufdrückt. Das macht Hoffnung – ganz egal, ob die beiden Protagonisten Erlösung finden.“